# Hypena mandatalis
Hypena mandatalis là một loài bướm đêm trong họ Erebidae.